# Juan Orrego Salas
Juan Orrego Salas (Santiago de Chile, 18 de enero de 1919-Bloomington, Indiana, 24 de noviembre de 2019) fue un arquitecto, musicólogo, profesor y compositor chileno.

## Biografía
Realizó sus estudios de humanidades en el Liceo Alemán de Santiago. Años después se recibió como bachiller en historia y letras e ingresó a la Escuela de Arquitectura de la Pontificia Universidad Católica (PUC). 
En 1943 recibió el título de arquitecto, carrera que dejó al año siguiente para dedicarse a la música. Fue primo del dirigente socialista Carlos Altamirano Orrego.

### Estudios de música
Sus primeros estudios musicales los realizó en el Conservatorio Nacional de Música, con los profesores: Alberto Spikin (piano), Pedro Humberto Allende (armonía y composición), y Domingo Santa Cruz (composición). Años más tarde estudió composición en Estados Unidos con Randall Thompson y Aaron Copland. Fue además alumno de Paul Henry Lang y George Herzog en la Universidad Columbia de Nueva York.  
En 1948 su obra Canciones castellanas fue elegida por la Sociedad Internacional de Música Contemporánea para los festivales internacionales de música que se celebraron en Palermo y Taormina. 
En 1942 fue nombrado profesor de historia de la música y profesor extraordinario de composición en el Conservatorio Nacional de Música. Además fue cofundador y profesor de la Escuela Moderna de Música y Danza de Santiago.
En 1961 fue nombrado profesor de composición y musicología latinoamericana en la Universidad de Indiana (Estados Unidos), donde fundó y dirigió el Centro de Música Latinoamericano. Desde ese momento su carrera internacional se vio expandida y su música se difundió extensamente por diversos festivales del mundo.
Falleció a la edad de 100 años.

## Premios
Recibió el Premio Gabriela Mistral (1988), el premio Olga Cohen de composición (1956 y 1958) y el Premio Nacional de Artes Musicales de Chile, otorgado por el Estado de Chile (1992). Además, recibió el título honorífico de doctor honoris causa por la Pontificia Universidad Católica de Chile (1971).
Entre los aspectos más destacados de su catálogo de más de un centenar de composiciones, incluyen la cantata América, no en Vano invocamos tu Nombre Op. 57 (1965) sobre textos de Pablo Neruda, su Primera Sinfonía Op. 26 (1949) y su Sexta Sinfonía (Semper Reditus) compuesta en 1996, así como la Obertura Festiva Op. 21 (1947) y El Alba del Alhelí, diez canciones, sobre poesías de Rafael Alberti, Op. 29 (1950).